# Суксаха
Суксаха (маньчж. , кит. трад. 蘇克薩哈; ? — 1667) — маньчжурский аристократ из рода Нара, один из четырех регентов Цинской империи при несовершеннолетнем императора Канси (1661—1667).

## Биография
Представитель маньчжурского рода Нара. Его отцом был Суна (蘇納; ? — 1648), приписанный к Желтому знамени. Суксаха отличился в военных кампаниях маньчжурских войск против Кореи и Минского Китая в 1630-х и 1640-х годах.
Во время завоевания Минской империи маньчжурской армией под предводительством князя-регента Доргоня Суксаха был вознагражден за военные успехи и стал членом Совещательного советас, главного политического органа ранней империи Цин.
После смерти цинского императора Шуньчжи в феврале 1661 года было обнародовано императорское завещание, согласно которому империей в период несовершеннолетия императора Сюанье (1654—1722) будет управлять регентский совет из четырех крупных маньчжурских сановников (Сони, Суксаха, Эбилунь и Обой). Суксаха был самым молодым из четырех регентов.
В созданном регентском совете сразу же началась борьба за власть. Регент Обой стремился консолидировать власть в своих руках, дискредитируя трех других регентов. Сони был старым и больным, а Эбилунь считался слабой фигурой. Суксаха, таким образом, стал единственным серьезным политическим соперником Обоя. Через несколько дней после смерти Сони в августе 1667 года, когда он уже не мог выступать в качестве посредника в конфликтах между другими регентами, Суксаха попросил у императора разрешения уйти в отставку из-за староста и болезни. Возможно, по совету Обоя, императора Канси немедленно приказал Совещательному совету расследовать мотивы Суксаха. Через два дня, 2 сентября, Совет приказал арестовать Сукзаху и всех его родственников мужского пола. 4 сентября 1667 года Совет признал Суксаха виновным в двадцати четырех «тяжких преступлениях» и рекомендовал казнить его способом линчи. Суксаха был задушен, были казнены многие из его родственников мужского пола, а также многие члены императорской гвардии, сторонники Суксахи.